# Membra Jesu Nostri
Membra Jesu Nostri (Español: Los miembros de nuestro señor Jesús), BuxWV 75, es un ciclo de siete cantatas compuestas por Dietrich Buxtehude en 1680 y dedicado a Gustav Düben. La letra, Salve mundi salutare —también conocida como Rhythmica oratio— es un poema atribuido a San Bernardo de Claraval (1153) o bien a Arnulfo de Lovaina (1250), ambos de la orden cisterciense. Cada una de las siete partes en que se divide está dedicada a una parte del cuerpo crucificado de Jesucristo: pies, rodillas, manos, costado, pecho, corazón y cabeza.

## Estructura
Cada cantata en Membra Jesu Nostri se divide en seis secciones: una introducción instrumental, un concerto para instrumentos y cinco voces SSATB (con las excepciones de la quinta y sexta donde sólo hay tres voces), tres arias para una o tres voces y una repetición del concerto. La última cantata del ciclo, Ad faciem, es la única que se desvía de esta estructura, con un Amén final en lugar de la repetición.
La estructura de Membra Jesu Nostri viene dictada por su letra. Buxtehude seleccionó versos bíblicos para los concertos, y tres estrofas de cada parte del poema Salve mundi salutare para las arias de cada cantata. La métrica del poema unifica las pautas rítmicas de las cantatas (ejemplos 1 y 2).

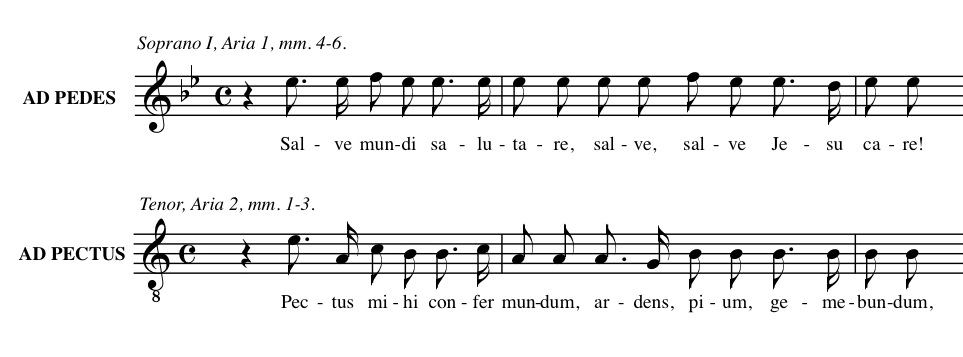
Example 2.

Ejemplo 1 (acentos en negrita):
I. Ad pedes:
Sal-ve mun-di sa-lu-ta-re
II. Ad genua:
Quid sum ti-bi re-spon-su-rus
III. Ad manus:
In cru-o-re tu-o lo-tum
V. Ad pectus:
Pec-tus mi-hi con-fer mun-dum

## Las siete cantatas
La instrumentación de la obra requiere dos violines, viola da gamba, cinco voces (SSATB) y bajo continuo. En las cantatas quinta y sexta el quinteto vocal se reduce a tres voces (ATB y SSB respectivamente), mientras que en el plano instrumental en la sexta cantata se prescinde de los violines para añadir un consort de cinco violas da gamba, además del bajo continuo.

### I. Ad pedes

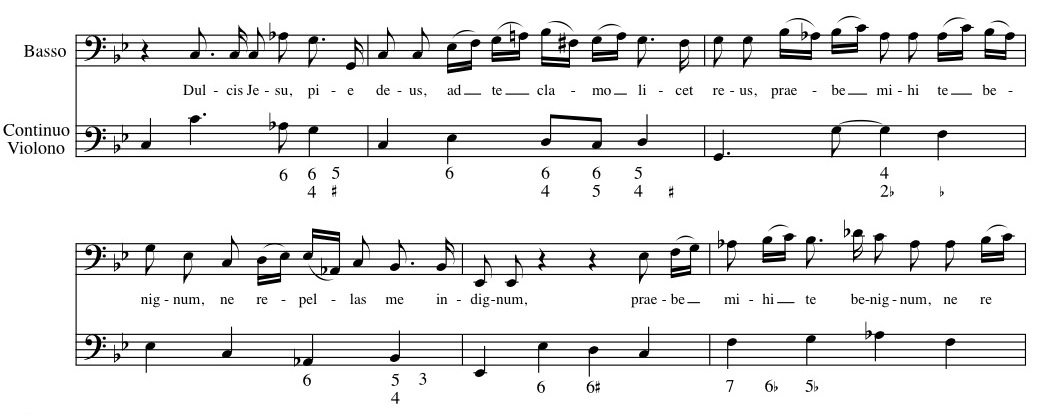
Example 3.

1. Sonata (Introducción instrumental.)
2. Concerto (SSATB)
Ecce super montes
pedes evangelizantis
et annunciantis pacem
3. Aria (SSATB)
Salve mundi salutare,
salve Jesu care!
Cruci tuae me aptare
vellem vere, tu scis quare,
da mihi tui copiam
4. Aria (S)
Clavos pedum, plagas duras,
et tam graves impressuras
circumplector cum affectu,
tuo pavens in aspectu,
tuorum memor vulnerum
5. Aria (B)
Dulcis Jesu, pie deus,
Ad te clamo licet reus,
praebe mihi te benignum,
ne repellas me indignum
de tuis sanctis pedibus
6. Concerto (da capo: Ecce super montes)

### II. Ad genua
1. Sonata
2. Concerto (SSATB)
Ad ubera portabimini,
et super genua blandicentur vobis
3. Aria (T)
Salve Jesu, rex sanctorum,
spes votiva peccatorum,
crucis ligno tanquam reus,
pendens homoverus deus,
caducis nutans genibus
4. Aria (A)
Quid sum tibi responsurus,
actu vilis corde durus?
Quid rependam amatori,
qui elegit pro me mori,
ne dupla morte morerer
5. Aria (SSB)
Ut te quaeram mente pura,
sit haec mea prima cura,
non est labor et gravabor,
sed sanabor et mundabor,
cum te complexus fuero
6. Concerto (da capo: Ad ubera portabimini)

### III. Ad manus
1. Sonata
2. Concerto (SSATB)
Quid sunt plagae istae
in medio manuum tuarum?
3. Aria (S)
Salve Jesu, pastor bone,
fatigatus in agone,
qui per lignum es distractus
et ad lignum es compactus
expansis sanctis manibus
4. Aria (S)
Manus sanctae, vos amplector,
et gemendo condelector,
grates ago plagis tantis,
clavis duris guttis sanctis
dans lacrymas cum oculis
5. Aria (ATB)
In cruore tuo lotum
me commendo tibi totum,
tuae sanctae manus istae
me defendant, Jesu Christe,
extremis in periculis
6. Concerto (da capo: Quid sunt plagae istae)

### IV. Ad latus
1. Sonata
2. Concerto (SSATB)
Surge, amica mea,
speciosa mea, et veni,
columba mea inforaminibus petrae,
in caverna maceriae
3. Aria (S)
Salve latus salvatoris,
in quo latet mel dulcoris,
in quo patet vis amoris,
ex quo scatet fons cruoris,
qui corda lavat sordida
4. Aria (ATB)
Ecce tibi appropinquo,
parce, Jesu, si delinquo,
verecunda quidem fronte,
ad te tamen veni sponte
scrutari tua vulnera
5. Aria (S)
Hora mortis meus flatus
intret Jesu, tuum latus,
hinc expirans in te vadat,
ne hunc leo trux invadat,
sed apud te permaneat
6. Concerto (da capo: Surge amica mea)

### V. Ad pectus
1. Sonata
2. Concerto a 3 voci (in 3 voices: ATB)
Sicut modo geniti infantes rationabiles,
et sine dolo concupiscite,
ut in eo crescatis in salutem.
Si tamen gustatis, quoniam dulcis est Dominus.
3. Aria (A)
Salve, salus mea, deus,
Jesu dulcis, amor meus,
salve, pectus reverendum,
cum tremore contingendum,
amoris domicilium
4. Aria (T)
Pectus mihi confer mundum,
ardens, pium, gemebundum,
voluntatem abnegatam,
tibi semper conformatam,
juncta virtutum copia
5. Aria (B)
Ave, verum templum dei,
precor miserere mei,
tu totius arca boni,
fac electis me apponi,
vasdives deus omnium
6. Concerto a 3 voci (da capo: Sicut modo geniti)

### VI. Ad cor
1. Sonata
2. Concerto a 3 voci (SSB)
Vulnerasti cor meum,
soror mea, sponsa,
vulnerasti cor meum.
3. Aria (S)
Summi regis cor, aveto,
te saluto corde laeto,
te complecti me delectat
et hoc meum cor affectat,
ut ad te loquar, animes
4. Aria (S)
Per medullam cordis mei,
peccatoris atque rei,
tuus amor transferatur,
quo cor tuum rapiatur
languens amoris vulnere
5. Aria (B)
Viva cordis voce clamo,
dulce cor, te namque amo,
ad cor meum inclinare,
ut se possit applicare
devoto tibi pectore
6. Concerto a 3 voci (SSB)
Vulnerasti cor meum,
soror mea, sponsa,
vulnerasti cor meum.

### VII. Ad faciem
1. Sonata
2. Concerto (SSATB))
Illustra faciem tuam super servum tuum,
salvum me fac in misericordia tua
3. Aria (ATB)
Salve, caput cruentatum,
totum spinis coronatum,
conquassatum, vulneratum,
arundine verberatum
facie sputis illita
4. Aria (A)
Dum me mori est necesse,
noli mihi tunc deesse,
in tremenda mortis hora
veni, Jesu, absque mora,
tuere me et libera
5. Aria (SSATB)
Cum me jubes emigrare,
Jesu care, tunc appare,
o amator amplectende,
temet ipsum tunc ostende
in cruce salutifera.
6. Concerto (SSATB)
Amen

## Grabaciones
- John Eliot Gardiner, English Baroque Soloists, Monteverdi Choir — Archiv Produktion 447 298-2
- Ton Koopman, Amsterdam Baroque Orchestra and Choir — Erato 2292-45295-2
- René Jacobs, Concerto Vocale — 2003 — Harmonia Mundi
- The Sixteen, Harry Christophers — 2001 — CKD 141
- Masaaki Suzuki, Bach Collegium Japan — BIS-CD-871